# Торповка
Торповка — хутор в Камышинском районе Волгоградской области, в составе Мичуринского сельского поселения.
Население — 441 чел. (2010)

## История
Основан как хутор Торопов на городской земле города Камышина во второй половине XIX века. В 1891 году в хуторе насчитывалось 12 мещанских дворов. Хутор относился к Камышинскому уезду Саратовской губернии.
С 1959 года — в составе Терновского сельсовета. В 1998 году включён в состав Мичуринского сельсовета (с 2005 года — Мичуринское сельское поселение).

## Физико-географическая характеристика
Хутор расположен в центральной части Камышинского района, в пределах Приволжской возвышенности, являющейся частью Восточно-Европейской равнины, на правом берегу реки Ельшанке (левый приток Камышинки), на высоте около 80 метров над уровнем моря. Рельеф местности — холмистно-равнинный, сильно пересечённый балками и оврагами. В 2,6 км к западу от хутора расположена гора Уши (170,6 метров над уровнем моря). Почвы — каштановые. Почвообразующие породы — пески.
По автомобильным дорогам расстояние до административного центра сельского поселения посёлка Мичуринский — 4 км, до районного центра Камышин — 8,5 км (до центра города), до областного центра города Волгоград — 200 км. Ближайшая железнодорожная станция расположена в городе Камышине.
Часовой пояс
Торповка, как и вся Волгоградская область, находится в часовой зоне МСК (московское время). Смещение применяемого времени относительно UTC составляет +3:00.

## Население
| 2002 |
| ---- |
| 404  |

| 1891 | 1987 | 2010 |
| ---- | ---- | ---- |
| 55   | ↗180 | ↗441 |